# أرييل بينيا
أرييل بينيا (بالإنجليزية: Ariel Peña)‏ هو لاعب كرة قاعدة دومينيكاوي، ولد في 20 مايو 1989.

## وصلات خارجية
- أرييل بينيا على موقع دوري كرة القاعدة الرئيسي (الإنجليزية)
- أرييل بينيا على موقعبيزبول رفرنس.كوم (الدوري الرئيسي) (الإنجليزية)
- أرييل بينيا على موقعبيزبول رفرنس.كوم (الدوري الثانوي) (الإنجليزية)
- أرييل بينيا على موقع إي إس بي إن.كوم (أم.أل.بي) (الإنجليزية)
- أرييل بينيا على موقع مشجعي الرسوم البيانية (الإنجليزية)